# Adamo (Musée de Cluny)
Adamo è una scultura in pietra databile a poco oltre il 1260 e conservata presso il musée de Cluny di Parigi. Opera di straordinaria qualità e modernità, è uno dei migliori esiti della scultura gotica francese e l'unico nudo a grandezza naturale pervenutoci dall'arte francese del XIII secolo.

## Storia
La statua proviene dal transetto sud della cattedrale di Notre-Dame di Parigi, in cui rientrava entro un gruppo scultoreo più complesso. Accompagnato da Eva, entrambi stavano ai piedi di Gesù, attorno al quale alcuni angeli reggevano gli strumenti della passione e suonavano trombe. La scultura fu trasferita all'Hotel de Cluny nell'ambito dei restauri ottocenteschi della cattedrale e fu parzialmente integrata di alcune parti mancanti o rovinate, ossia un braccio, le mani e i piedi.

## Descrizione
La scultura raffigura Adamo nudo, accompagnato da una pianta di fico le cui foglie sono pudicamente trattenute dalla mano sinistra per coprirsi. La figura è slanciata e a tratti sproporzionata, oltre che particolarmente chiastica, senza tuttavia avere un andamento morbido. Alla gamba destra, su cui si scarica interamente il peso, segue l'anca inarcata con il torso orientato in contrapposto e leggermente flesso in avanti, cui corrisponde il volgere del capo di nuovo nell'altra direzione.
Restauri novecenteschi hanno rivelato che la statua era rivestita da una pallida cromia rosa.

## Stile

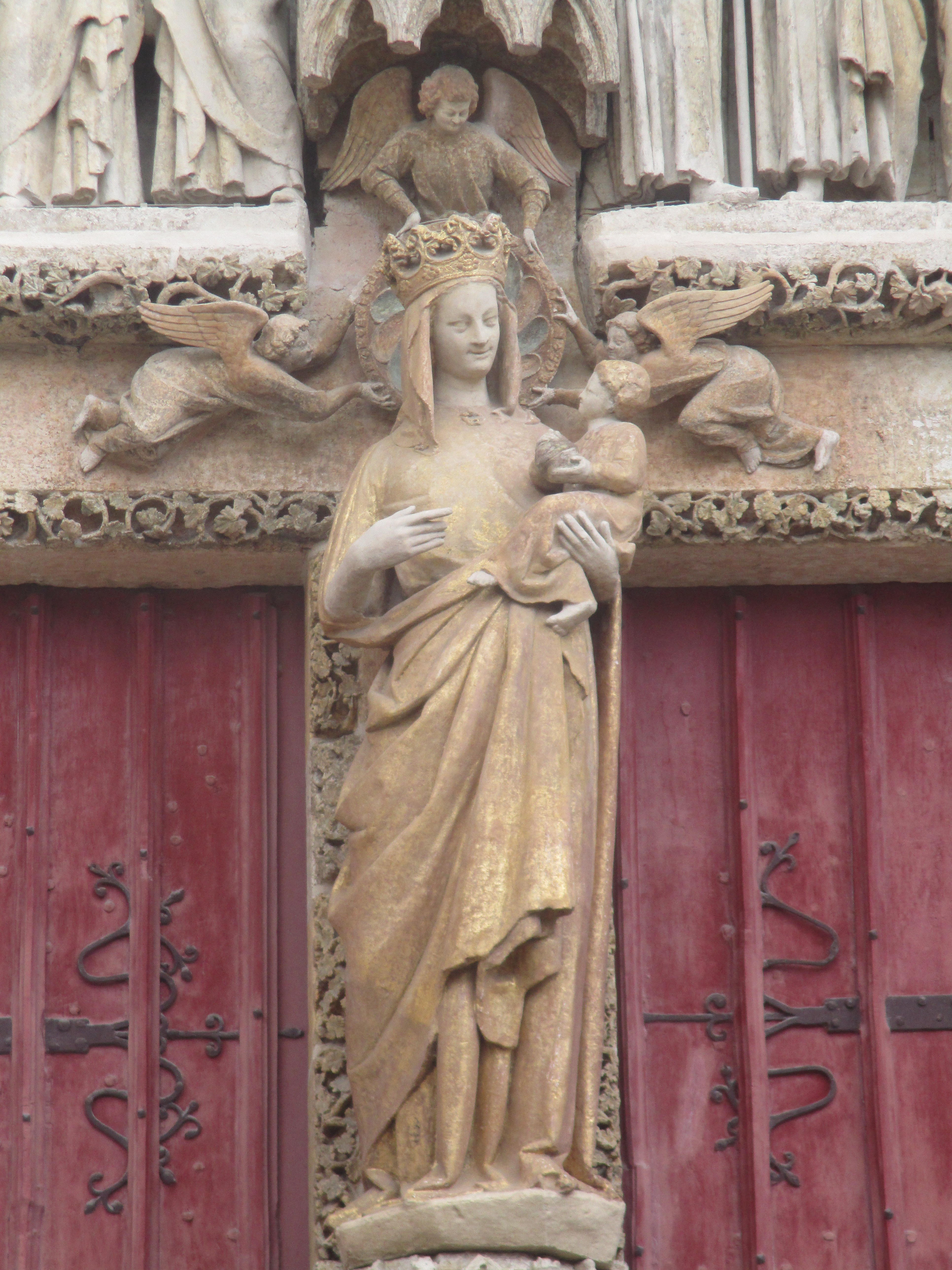
La Vierge Dorée, portale del transetto sud della cattedrale di Amiens

Si tratta dell'unico nudo a grandezza naturale pervenutoci dalla scultura francese del XIII secolo. Nonostante i piccoli, marginali restauri integrativi subiti nell'Ottocento, la qualità scultorea dell'opera rimane straordinaria e decisamente moderna.
L'Adamo di Parigi porta ad esasperazione la sperimentazione sul movimento del corpo umano che era iniziato "sotto le vesti" della Vierge Dorée della cattedrale di Amiens, altro capolavoro francese del XIII secolo. Adamo rivela quindi un evidente ampliamento della percezione del corpo umano, della sua fisicità e delle sue possibilità motorie.
La scultura è strettamente correlata a un gruppo di sculture che possono essere ricondotte allo stesso autore, tutte provenienti dallo jubé della cattedrale già rimosso a fine Seicento da Robert de Cotte. Tra queste opere, oggi al Louvre, figura un Cristo nel Limbo mosso ancor più arditamente di questo Adamo. Per tutte queste sculture è verosimile una datazione a poco oltre il 1260.